# Julien Busson-Billault
Pour les articles homonymes, voir Busson et Billault.
Ne pas confondre avec Julien-Henri Busson-Billault, son père, député et président du Conseil général de l'Ariège.
Henri-Julien-Marie Busson-Billault, né le 1er juillet 1853 à Paris et mort le 11 mai 1923 dans la même ville, est un avocat et homme politique français.

## Biographie
Fils du ministre Julien-Henri Busson-Billault et petit-fils du ministre Adolphe Billault, il passe sa licence de droit à Paris et s'inscrit comme avocat au barreau de Paris. Devenu secrétaire de Barboux en 1874, Julien Busson-Billault soutient sa thèse de doctorat en 1877.
En 1909, il devient bâtonnier de l'ordre des avocats à la Cour d'appel de Paris. Il est également président du Conseil du contentieux de l'Assistance publique et membre du Conseil du contentieux du ministère des Finances.
Il est maire de Juziers de 1910 à 1923.
Le 11 avril 1920, il est élu sénateur de la Loire-Inférieure. Il siège à droite et appartient à la commission des Finances, à la commission des spéculations illicites, à la commission de l'initiative parlementaire et à la commission de la législation civile et criminelle.
Julien Busson-Billault épouse Geneviève Baroche, petite-fille de Pierre Jules Baroche.
Il meurt à Paris le 11 mai 1923 et repose au cimetière du Père Lachaise (4ème division).

## Publications
- Deux ans de bâtonnat... (1912)
- Discours prononcé par M. Busson-Billault,... à l'ouverture de la conférence le 27 novembre 1909 (1909)
- Des preuves de la filiation légitime (1873)
- Discours prononcés aux obsèques de M. Albert Danet

## Hommages
- Allée Busson-Billault, à Juziers

## Sources
1. ↑  appl, « BUSSON BILLAULT Julien (1853-1923) », sur Cimetière du Père Lachaise - APPL, 5 septembre 2024 (consulté le 5 septembre 2024)

- « Julien Busson-Billault », dans le Dictionnaire des parlementaires français (1889-1940), sous la direction de Jean Jolly, PUF, 1960 [détail de l’édition]